# ネルス・クライン

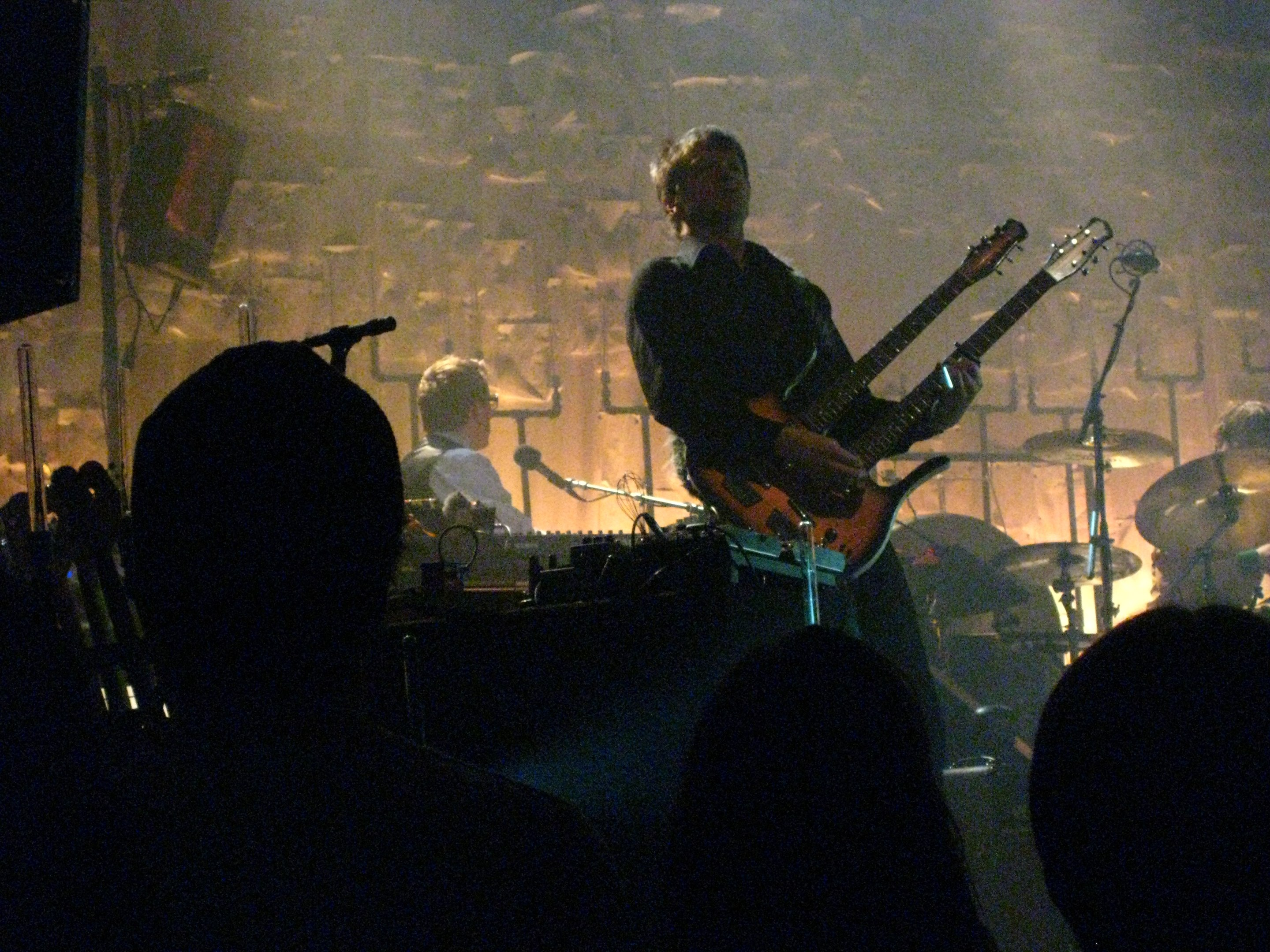
ウィルコでダブルネック・ギターを演奏するクライン（2010年）

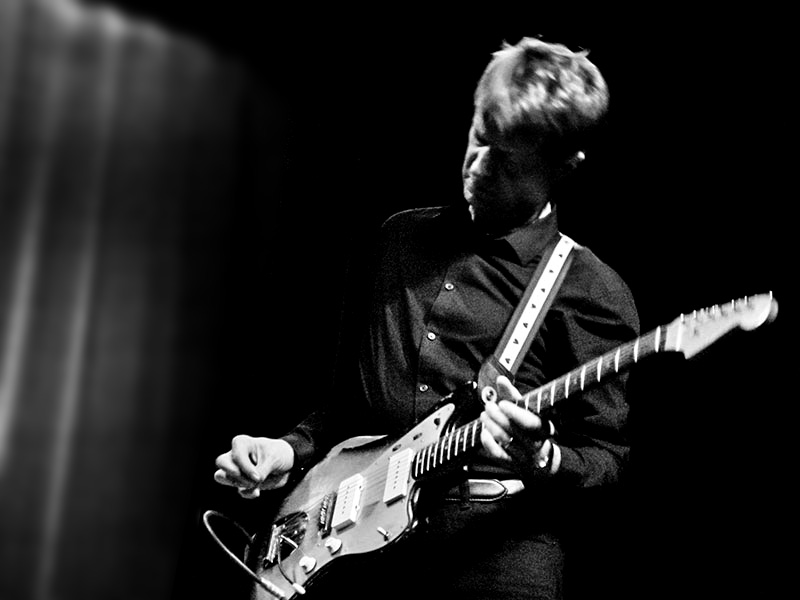
BB&Cバンドとデンマークで演奏するクライン（2014年）

ネルス・クライン（Nels Cline、1956年1月4日 - ）は、アメリカのギタリストにして作曲家。2004年からウィルコのギタリストを務めている。
1980年代、彼はしばしばパーカッショニストである双子の兄弟アレックス・クラインと共同でジャズを演奏した。彼は、カーラ・ボズリッチ、マイク・ワット、サーストン・ムーアなどのパンク・ロックやオルタナティヴ・ロックのミュージシャンたちと協力してきた。彼はネルス・クライン・シンガーズ、ネルス・クライン・トリオ、ネルス・クライン4を率いている。
クラインは、2011年11月に『ローリング・ストーン』誌によって史上82番目に偉大なギタリストに選ばれた。

## 略歴
クラインは、双子の兄弟アレックス・クラインがドラムを演奏し始めた頃、12歳でギターを弾き始めた。兄弟は音楽的な面において一緒に成長し、Homogenized Gooと呼ばれるロック・バンドで演奏。2人ともユニバーシティー高校を卒業した。クラインは、ジミ・ヘンドリックスが「Manic Depression」を演奏している録音を聴いたことが、ギタリストになると決めた決定的な瞬間であったと述べている。
クラインは、ジャズ、ポップ、ロック、カントリー、実験音楽の150枚以上のアルバムに参加している。彼はロック・バンドのウィルコとの仕事で『ギター・プレイヤー』誌のカバー・ストーリーに取り上げられた。

## 私生活
クラインはチボ・マットの本田ゆかと結婚している。彼らの結婚式は2010年11月に日本にある本田の故郷で行われた。彼らはマイク・ワットがフロアード・バイ・フォーというグループを結成したときに出会った。クラインはオノ・ヨーコ率いるプラスティック・オノ・バンドの2010年ツアーのために、ゲスト・ギタリストとして本田と共に加わった。クラインは、2015年のソリッド・サウンド・フェスティバルで本田と彼女のバンドであるチボ・マットに参加した。

## ディスコグラフィ

### リーダー・アルバム
- Elegies (1981年、Nine Winds) ※with Eric von Essen
- 『アンジェリカ』 - Angelica (1988年、Enja)
- Silencer (1992年、Enja)
- Ground (1995年、Krown Pocket)
- Chest (1996年、Little Brother)
- Pillow Wand (1997年、Little Brother) ※with サーストン・ムーア
- In-Store (1997年、Father Yod/W.D.T.C.H.C.) ※with サーストン・ムーア
- Rise Pumpkin Rise (1998年、Volvolo) ※with Devin Sarno
- Sad (1998年、Little Brother)
- Interstellar Space Revisited (1999年、Atavistic) ※with グレッグ・ベンディアン
- The Inkling (2000年、Cryptogramophone)
- Destroy All Nels Cline (2000年、Atavistic)
- Instrumentals (2002年、Cryptogramophone)
- Ash and Tabula (2004年、Atavistic) ※with Andrea Parkins、Tom Rainey
- The Entire Time (2004年、Nine Winds) ※with ヴィニー・ゴリア
- Buried On Bunker Hill (2004年、Ground Fault) ※with Devin Sarno
- Graduation (2004年、free103point9) ※with Chris Corsano、Carlos Giffoni
- The Giant Pin (2004年、Cryptogramophone)
- Banning + Center (2005年、Experimental Music Research) ※with Jeremy Drake
- Immolation & Immersion (2005年、Strange Attractors) ※with Wally Shoup、Chris Corsano
- Four Guitars Live (2006年、Important) ※with Ranaldo、Giffoni、Moore
- New Monastery (2006年、Cryptogramophone)
- Draw Breath (2007年、Cryptogramophone)
- Suite: Bittersweet (2007年、Strange Attractors) ※with Wally Shoup、Greg Campbell
- Downpour (2007年、Victo) ※with Andrea Parkins、Tom Rainey
- Duo Milano (2007年、Long Song) ※with エリオット・シャープ
- Nothing Makes Any Sense (2007年、No Fun) ※with Giffoni Licht Ranaldo
- Coward (2009年、Cryptogramophone)
- Elevating Device (2009年、Sounds Are Active) ※with G.E. Stinson
- Dirty Baby (2010年、Cryptogramophone)
- The Celestial Septet (2010年、New World)
- Initiate (2010年、Cryptogramophone)
- Jazz Free (2012年、There) ※with ヘンリー・カイザー
- Open the Door (2012年、Public Eyesore) ※with エリオット・シャープ
- The Gowanus Session (2012年、Porter) ※with Thollem/Parker
- Room (2014年、Mack Avenue) ※with Julian Lage
- Macroscope (2014年、Mack Avenue)
- Radical Empathy (2015年、Relative Pitch) ※with Thollem/Wimberly
- Molecular Affinity (2016年、Roaratorio) ※with Thollem/Oliveros
- Lovers (2016年、Blue Note)
- Currents, Constellations (2018年、Blue Note)
- Gowanus Sessions II (2020年、ESP Disk) ※with Thollem/Parker

アコースティック・ギター・トリオ
- Acoustic Guitar Trio (2001年、Incus)
- Vignes (2009年、Long Song)

バニヤン
- Banyan (1997年、CyberOctave)
- Anytime at All (1999年、CyberOctave)
- Live at Perkins' Palace (2004年、Sanctuary)

カルテット・ミュージック
- Quartet Music (1981年、Nine Winds)
- Ocean Park (1984年、Nine Winds)
- Window On the Lake (1986年、Nine Winds)
- Summer Night (1989年、Delos)

ウィルコ
- 『キッキング・テレヴィジョン - ライヴ・イン・シカゴ』 - Kicking Television: Live in Chicago (2005年、Nonesuch) ※ライブ
- 『スカイ・ブルー・スカイ』 - Sky Blue Sky (2007年、Nonesuch)
- 『ウィルコ (ジ・アルバム)』 - Wilco (The Album) (2009年、Nonesuch)
- 『ザ・ホール・ラヴ』 - The Whole Love (2011年、dBpm)
- Alpha Mike Foxtrot: Rare Tracks 1994–2014 (2014年、Nonesuch)
- 『スター・ウォーズ』 - Star Wars (2015年、dBpm)
- 『シュミルコ』 - Schmilco (2016年、dBpm)
- 『オード・トゥ・ジョイ』 - Ode to Joy (2019年、dBpm)

その他のバンド
- A Thousand Other Names : A Thousand Other Names (1996年、Birdcage)
- bb&c :The Veil (2011年、Cryptogramophone)
- Big Walnuts Yonder : Big Walnuts Yonder (2017年、Sargent House)
- Bloc : In the Free Zone (1991年、A&M)
- Cup : Spinning Creature (2019年、Northern Spy)
- Damsel : Distressed Temporary (2006年、Residence)
- Exoterm : Exits into a Corridor (2019年、Hubro)
- Floored by Four : Floored by Four (2010年、Chimera Music)
- ジェラルディン・フィバーズ : Butch (1997年、Virgin)
- ジェラルディン・フィバーズ : 『私は迷子』 - Lost Somewhere Between the Earth and My Home (2017年、Virgin/Universal) ※2枚組再発盤
- Radical Empathy Trio : Reality and Other Imaginary Places (2019年、ESP Disk)
- Rhythm Plague : Dressed for the Apocalypse (1985年、Killzone Music)
- Rova : The Celestial Septet (2010年、New World)
- Rova::Orkestrova : Electric Ascension (2005年、Atavistic)
- Rova Channeling Coltrane : Electric Ascension & Cleaning the Mirror (2016年、RogueArt)
- 藤井郷子オーケストラNY : Fukushima (2017年、Libra)
- 藤井郷子オーケストラNY : Entity (2019年、Libra)
- Solo Career : Season Finale (2005年、Box-o-Plenty)
- Stretch Woven : Stretch Woven (2019年、Alstro)
- West Coast Modern Day Punk Rock Orchestra : Correspondence (2009年、Elastic)

### 参加アルバム
スコット・アメンドラ
- Believe (2005年、Cryptogramophone)
- Cry (2003年、Cryptogramophone)
- Fade to Orange (2015年、Sazi)

グレッグ・ベンディアン
- Gregg Bendian's Interzone (1996年、Eremite)
- Myriad (2000年、Atavistic)
- Requiem for Jack Kirby (2001年、Atavistic)

ベン・ゴールドバーグ
- Unfold Ordinary Mind (2013年、BAG)
- Orphic Machine (2015年、BAG)
- Good Day for Cloud Fishing (2019年、Pyroclastic)

ジェフ・ゴーティエ
- Mask (2002年、Cryptogramophone)
- One and the Same (2006年、Cryptogramophone)
- House of Return (2008年、Cryptogramophone)
- Open Source (2011年、Cryptogramophone)

ヴィニー・ゴリア
- Openhearted (1979年、Nine Winds)
- Against the Grain (1993年、Nine Winds)
- Razor (1995年、Nine Winds)
- Nation of Laws (1997年、Nine Winds)
- One Three Two (2004年、Jazz'Halo)

ボビー・プレヴァイト
- Terminals (2014年、Cantaloupe Music)
- Rhapsody (2018年、RareNoise)
- Music from the Early 21st Century (2020年、RareNoise)

マイク・ワット
- Ball-Hog or Tugboat? (1995年、Columbia)
- Big Train (1995年、Columbia)
- Contemplating the Engine Room (1997年、Columbia)

その他
- 7 ワールズ・コライド : The Sun Came Out (2009年、Oxfam/Sony)
- ジ・オータム・ディフェンス : The Autumn Defense (2006年、Broken Horse)
- ティム・バーン : 7X (1980年、Empire)
- スティーヴン・バーンスタイン : Diaspora Suite (2008年、Tzadik)
- ジェレク・ビショフ : Composed (2012年、Brassland)
- ジェレク・ビショフ : Scores: Composed Instrumentals (2012年、Leaf)
- ブルーマン・グループ : The Complex (2004年、Lava)
- ボブ・ブルーノ : Dreamt On (2009年、Vosotros)
- カーラ・ボズリッチ : Red Headed Stranger (2003年、Dicristina Stair Builders)
- カーラ・ボズリッチ : I'm Gonna Stop Killing (2004年、Dicristina Stair Builders)
- ビリー・ブラッグ & ウィルコ : Mermaid Avenue Vol. III (2012年、Nonesuch)
- バッファロー・ドーター : 『コニャクション』 - Konjac-Tion (2014年、U/M/A/A)
- ジム・カンピロンゴ : Live at Rockwood Music Hall NYC (2017年、Blue Hen)
- アレックス・クライン : The Constant Flame (2001年、Cryptogramophone)
- オーネット・コールマン : Celebrate Ornette (2016年、Song X)
- ディーン・デ・ベネディクティス : Salvaging the Past (2005年、Spotted Peccary)
- クリス・デイヴィス : Diatom Ribbons (2019年、Pyroclastic)
- ランブリン・ジャック・エリオット : 『アイ・スタンド・アローン』 - I Stand Alone (2006年、Anti-)
- マット・エリス : Tell the People (2006年、Krow Pie)
- ファイアホース : Mr. Machinery Operator (1993年、Columbia)
- ジョン・フーモ : After the Fact (1986年、Nine Winds)
- デニス・ゴンザレス : The Earth and the Heart (1991年、Konnex)
- ハーモニー・ロケッツ : Lachesis & Clotho & Atropos (2018年、Tompkins Square)
- ジョエル・ハリソン : 3 + 3 = 7 (1996年、Nine Winds)
- ジュリアス・ヘンフィル : Georgia Blue (1984年、Minor Music)
- デボラ・ホランド : Freudian Slip (1994年、Dog & Pony)
- ハンツヴィル : Eco, Arches & Eras (2008年、Rune Grammofon)
- リッキー・リー・ジョーンズ : 『イヴニング・オブ・マイ・ベスト・デイ』 - The Evening of My Best Day (2003年、V2)
- ヘンリー・カイザー & ワダダ・レオ・スミス : 『ヨ・マイルス!』 - Yo Miles! (1998年、Shanachie)
- ジム・ケラー : Heaven Can Wait (2014年、Elisha James/Orange Mountain)
- 喜多嶋修 : Beyond the Circle (1996年、CyberOctave)
- ウェイン・クレイマー : 『シチズン・ウェイン』 - Citizen Wayne (1997年、Epitaph)
- マイケル・レオンハート : The Painted Lady Suite (2018年、Sunnyside)
- マイケル・レオンハート : Suite Extracts Vol.1 (2019年、Sunnyside)
- クリス・ライトキャップ : Superette (2018年、Royal Potato Family)
- スチュアート・リービグ : Pomegranate (2001年、Cryptogramophone)
- メアリー・ルー・ロード : Got No Shadow (1998年、Work)
- リディア・ランチ : Smoke in the Shadows (2004年、Breakin Beats)
- エレニ・マンデル : Miracle of Five (2007年、Zedtone)
- チボ・マット : 『ホテル・ヴァレンタイン』 - Hotel Valentine (2014年、Chimera Music)
- メデスキ、マーティン・アンド・ウッド : 『ウッドストック・セッションズ・ヴォリューム・ツー』 - Woodstock Sessions Vol. 2 (2014年、Woodstock Sessions)
- ラリー・オクス : What Is to Be Done (2019年、Clean Feed)
- オノ・ヨーコ : 『地獄の果てまで連れてって』 - Take Me to the Land of Hell (2013年、Chimera Music)
- アラン・パスクァ : The Antisocial Club (2007年、Cryptogramophone)
- ウェイン・ピート : Live at Al's Bar (2005年、pfMENTUM)
- ウェイン・ピート : What The? (2019年、pfMENTUM)
- リンダ・パーハクス : I'm A Harmony (2017年、Omnivore)
- リー・ラナルド : Between the Times and the Tides (2012年、Matador)
- リー・ラナルド : Electric Trim (2017年、Mute)
- リトリビューション・ゴスペル・クワイア : 3 (2013年、Chaperone)
- アダム・ルドルフ : Turning Towards the Light (2015年、Cuneiform)
- トッド・シッカフース : Blood Orange (2006年、Secret Hatch)
- ワダダ・レオ・スミス : Spiritual Dimensions (2009年、Cuneiform)
- クリス・ステイミー : New Songs for the 20th Century (2019年、Omnivore)
- テデスキ・トラックス・バンド : Beacon Bits 2019 (2019年、Nugs.net)
- ティナリウェン : 『タッシリ』 - Tassili (2011年、V2)
- ミア・ドイ・トッド : 『ゴールデン・ステイト』 - The Golden State (2002年、Columbia)
- ジェフ・トゥイーディー : Sunken Treasure (2006年、Nonesuch)
- ノエ・ベナブル : The World Is Bound by Secret Knots (2003年、Petridish)
- マーサ・ウェインライト : Come Home to Mama (2012年、Cooperative Music)
- ルーファス・ウェインライト : 『アウト・オブ・ザ・ゲーム』 - Out of the Game (2012年、Decca)
- M・ウォード : To Go Home (2007年、4AD)
- ジョン・ゾーン : Voices in the Wilderness (2003年、Tzadik)